# Narodowa Armia Ludowa Algierii
Narodowa Armia Ludowa Algierii, Ludowe Narodowe Siły Zbrojne Algierii (arab. ‏الجيش الوطني الشعبي الجزائري‎, fr. Armée Nationale Populaire ANP) – siły zbrojne przeznaczone do obrony i ochrony interesów Algierskiej Republiki Ludowo-Demokratycznej utworzone w wyniku przekształcenia Narodowej Armii Wyzwoleńczej po uzyskaniu przez Algierię niepodległości w 1962 roku. 
Według rankingu Global Firepower 2021 algierskie siły zbrojne stanowią 27 siłę militarną na świecie z rocznym budżetem na cele obronne w wysokości 19,904 mld dolarów (USD) . Liczebność wojska wynosi, 130 tys. żołnierzy służby czynnej, 150 tys. rezerwistów oraz 190 tys. żołnierzy formacji paramilitarnych .

## Skład
- Algierskie Siły Lądowe
- Algierskie Siły Powietrzne
- Algierska Marynarka Wojenna
- Algierskie Siły Terytorialnej Obron Przeciwlotniczej
- Żandarmeria Narodowa
- Gwardia Republikańska

## Dowodzenie
Zgodnie z Konstytucją Algierii Najwyższym Zwierzchnikiem Sił Zbrojnych Republiki (arab. ‏الجمهورية القائد الأعلى للقوات المسلحة‎, fr. Chef suprême des Forces Armées de la République) jest Prezydent Algierii. Siły zbrojne podporządkowane są Ministerstwu Obrony Narodowej, które należy do domeny Prezydenta. Szef Sztabu Generalnego (arab. ‏رئيس أركان الجيش الوطني الشعبي‎, fr. Chef d'Etat-Major de l'Armée Nationale Populaire) pełni funkcje wiceministra i dowódcy Sił Zbrojnych.

## Stopnie wojskowe
W Algierii obowiązuje jednolity system stopni wojskowych dla wszystkich rodzajów sił zbrojnych. Poszczególne stopnie dopisane są do jednego z pięciu korpusów osobowych: szeregowych, podoficerów, młodszych oficerów, starszych oficerów lub generałów.
| Korpus                                                                                      | Polski                    | Arabski                 | Francuski                | Angielski          | Naramiennik     | Naramiennik        | Naramiennik        |
| Korpus                                                                                      | Polski                    | Arabski                 | Francuski                | Angielski          | Wojsk Lądowych  | Wojsk Powietrznych | Marynarki Wojennej |
| ------------------------------------------------------------------------------------------- | ------------------------- | ----------------------- | ------------------------ | ------------------ | --------------- | ------------------ | ------------------ |
| Oficerowie - generałowie arab. ‏الضباط العمداء‎ fr. Officiers Généraux ang. General Officiers | Generał armii             | ‏فريق أول‎ Fariq 'awal    | Général d'Armée          | General            |                 |                    |                    |
| Oficerowie - generałowie arab. ‏الضباط العمداء‎ fr. Officiers Généraux ang. General Officiers | Generał porucznik         | ‏فريق‎ Fariq              | Général de Corps d'Armée | Lieutenant General |                 |                    |                    |
| Oficerowie - generałowie arab. ‏الضباط العمداء‎ fr. Officiers Généraux ang. General Officiers | Generał major             | ‏لواء‎ Liwa               | Général Major            | Major General      |                 |                    |                    |
| Oficerowie - generałowie arab. ‏الضباط العمداء‎ fr. Officiers Généraux ang. General Officiers | Generał brygady           | ‏عميد‎ Amid               | Général                  | Brigadier General  |                 |                    |                    |
| Oficerowie starsi arab. ‏الضباط السامون‎ fr. Officiers Supérieurs ang. Field Officiers        | Pułkownik                 | ‏عقيد‎ Aqid               | Colonel                  | Colonel            |                 |                    |                    |
| Oficerowie starsi arab. ‏الضباط السامون‎ fr. Officiers Supérieurs ang. Field Officiers        | Podpułkownik              | ‏مقدم‎ Muqaddam           | Lieutenant Colonel       | Lieutenant Colonel |                 |                    |                    |
| Oficerowie starsi arab. ‏الضباط السامون‎ fr. Officiers Supérieurs ang. Field Officiers        | Major                     | ‏رائد‎ Ra'id              | Commandant               | Major              |                 |                    |                    |
| Oficerowie młodsi arab. ‏الضباط المرؤوسون‎ fr. Officiers Subalternes ang. Junior Officiers    | Kapitan                   | ‏نقيب‎ Naqib              | Capitaine                | Captain            |                 |                    |                    |
| Oficerowie młodsi arab. ‏الضباط المرؤوسون‎ fr. Officiers Subalternes ang. Junior Officiers    | Porucznik                 | ‏ملازم أول‎ Mulazim awwal | Lieutenant               | Lieutenant         |                 |                    |                    |
| Oficerowie młodsi arab. ‏الضباط المرؤوسون‎ fr. Officiers Subalternes ang. Junior Officiers    | Podporucznik              | ‏ملازم‎ Mulazim           | Sous Lieutenant          | Second Lieutenant  |                 |                    |                    |
| Oficerowie młodsi arab. ‏الضباط المرؤوسون‎ fr. Officiers Subalternes ang. Junior Officiers    | Aspirant                  | ‏مرشح‎ Murashah           | Aspirant                 | Senior Officier    | brak ilustracji | brak ilustracji    | brak ilustracji    |
| Podoficerowie arab. ‏ضباط الصف‎ fr. Sous-Officiers ang. Non-Commissionned Officiers           | Starszy sierżant sztabowy | ‏مساعد أول‎ Mosa'id awwal | Adjudant Chef            | Master Sergent     |                 |                    |                    |
| Podoficerowie arab. ‏ضباط الصف‎ fr. Sous-Officiers ang. Non-Commissionned Officiers           | Sierżant sztabowy         | ‏مساعد‎ Mosa'id           | Adjudant                 | Sergent First      |                 |                    |                    |
| Podoficerowie arab. ‏ضباط الصف‎ fr. Sous-Officiers ang. Non-Commissionned Officiers           | Starszy sierżant          | ‏رقيب أول‎ Raqib awwal    | Sergent Chef             | Staff Sergent      |                 |                    |                    |
| Podoficerowie arab. ‏ضباط الصف‎ fr. Sous-Officiers ang. Non-Commissionned Officiers           | Sierżant                  | ‏رقيب‎ Raqib              | Sergent                  | Sergent            |                 |                    |                    |
| Szeregowi arab. ‏رجال الصف‎ fr. Hommes du Rang ang. Troopers                                  | Starszy kapral            | ‏عريف أول‎ Earif 'awal    | Caporal Chef             | Lance Corporal     |                 |                    |                    |
| Szeregowi arab. ‏رجال الصف‎ fr. Hommes du Rang ang. Troopers                                  | Kapral                    | ‏عريف‎ Earif              | Caporal                  | Corporal           |                 |                    |                    |
| Szeregowi arab. ‏رجال الصف‎ fr. Hommes du Rang ang. Troopers                                  | Szeregowy                 | ‏جندي‎ Jundiun            | Djoundi                  | Private Soldier    | brak ilustracji | brak ilustracji    | brak ilustracji    |